# Mount Derby
Mount Derby är ett berg i Kanada.   Det ligger i provinsen British Columbia, i den sydvästra delen av landet, 3 800 km väster om huvudstaden Ottawa. Toppen på Mount Derby är 1 658 meter över havet, eller 936 meter över den omgivande terrängen. Bredden vid basen är 8,8 km.
Terrängen runt Mount Derby är huvudsakligen bergig.Trakten runt Mount Derby är nära nog obefolkad, med mindre än två invånare per kvadratkilometer.. Det finns inga samhällen i närheten. 
I omgivningarna runt Mount Derby växer i huvudsak barrskog.